# Segura (Savallà del Comtat)
Segura és un agregat del municipi de Savallà del Comtat, a la Conca de Barberà. És a 784 metres d'altitud. Del poble, format a redós del seu castell, es pot diferenciar el nucli antic, al voltant de l'església de l'Assumpta, barroca amb planta de creu grega, del segle xviii.
De Segura en destaca can Subies, l'antiga residència dels Masades, edifici senyorial d'àmplies dimensions i bastit el segle xvii, i les esteles funeràries del cementiri.

## Demografia[9]
| \| 1497 f \| 1515 f \| 1553 f \| 1717 \| 1787 \| 1857 \| 1877 \| 1887 \| 1900 \| 1910 \| \| ------ \| ------ \| ------ \| ---- \| ---- \| ---- \| ---- \| ---- \| ---- \| ---- \| \| - \| 10 \| 13 \| 59 \| 57 \| 31 \| - \| - \| - \| - \| |        |        |      |      |      |      |      |      |      |
| 1497-1553: focs; 1717-1981: població de fet; 1990- : població de dret (més info.) |        |        |      |      |      |      |      |      |      |
| 1497 f | 1515 f | 1553 f | 1717 | 1787 | 1857 | 1877 | 1887 | 1900 | 1910 |
| - | 10     | 13     | 59   | 57   | 31   | -    | -    | -    | -    |